# Ниндзя (франшиза)
Ниндзя (яп. 忍びの者) — это серия романов и фильмов дзидайгэки, написанных Томоёси Мураяма и первоначально публиковавшихся в воскресном выпуске газеты «Акахата» с ноября 1960 по май 1962 года.

## Новеллы
В романах, действие которых происходит в период Сэнгоку в Японии, Исикава Гоэмон, известный герой-преступник, который был сварен заживо в конце 16 века по приказу Тоётоми Хидэёси, изображен как ниндзя, сражавшийся против самурайских военачальников.
| Глава | Оригинальное название      | Романизация                                 | Год  | Издатель |
| ----- | -------------------------- | ------------------------------------------- | ---- | -------- |
| 1     | 忍びの者1 序の巻           | Shinobi no Mono 1 Jo no Maki                | 1962 | Rironsha |
| 2     | 忍びの者2 五右衛門釜煎り   | Shinobi no Mono 2 Goemon Kamairi            | 1965 | Rironsha |
| 3     | 忍びの者3 真田忍者群       | Shinobi no Mono 3 Sanada Ninja-gun          | 1967 | Rironsha |
| 4     | 忍びの者4 忍びの陣         | Shinobi no Mono 4 Shinobi no Jin            | 1969 | Rironsha |
| 5     | 忍びの者5 忍び砦のたたかい | Shinobi no Mono 5 Shinobi-toride no Tatakai | 1971 | Rironsha |

## Фильмы
В период с 1962 по 1966 год компания Daiei Motion Picture Company выпустила серию из девяти фильмов «Ниндзя» с Райдзо Итикавой (не снимался в последней части, где его заменил Хироки Мацуката, так как умер от рака кишечника в возрасте 37 лет) в главной роли. Первые три фильма основаны на романе, а пять последующих — на четырёх оригинальных сценариях Хадзимэ Такаивы (также сценариста первых трёх фильмов) и одном оригинальном сценарии Кинъя Наои.
| № | Оригинальное название | Название                          | Премьера        | Исторический период | Режиссёр       |
| - | --------------------- | --------------------------------- | --------------- | ------------------- | -------------- |
| 1 | 忍びの者              | Ниндзя                            | 1 декабря 1962  | 1575-1581           | Сацуо Ямамото  |
| 2 | 続・忍びの者          | Ниндзя 2                          | 10 октября 1963 | 1582-1594           | Сацуо Ямамото  |
| 3 | 新・忍びの者          | Ниндзя 3                          | 28 декабря 1963 | 1595-1600           | Кадзуо Мори    |
| 4 | 忍びの者 霧隠才蔵     | Ниндзя 4                          | 11 июля 1964    | 1614-1615           | Токудзо Танака |
| 5 | 忍びの者 続・霧隠才蔵 | Ниндзя 5                          | 30 декабря 1964 | 1616                | Кадзуо Икэхиро |
| 6 | 忍びの者 伊賀屋敷     | Ниндзя 6                          | 12 июня 1965    | 1637-1651           | Кадзуо Мори    |
| 7 | 忍びの者 新・霧隠才蔵 | Ниндзя 7                          | 12 февраля 1966 | 1616                | Кадзуо Мори    |
| 8 | 新書・忍びの者        | Ниндзя 8                          | 10 декабря 1966 | 1570-1573           | Кадзуо Икэхиро |
| 9 | 忍びの衆              | Ниндзя 9: Миссия «Железный замок» | 7 февраля 1970  | 1582                | Кадзуо Мори    |

## Телесериал
Романы также были адаптированы в виде 52-серийного телесериала с Рюдзи Синагавой в главной роли, совместного производства компании Toei и телевизионной сети NET (ныне известной как TV Asahi), который транслировался с 24 июля 1964 года по 30 июля 1965 года. Сериал считается утерянным, остался только первый эпизод.
| Оригинальное название | Романизация     | Английское название | Годы трансляции | Эпизодов |
| --------------------- | --------------- | ------------------- | --------------- | -------- |
| 忍びの者              | Shinobi no Mono | Ninja Spy           | 1964–1965       | 52       |